# Bohemka
Bohemka (ukrajinsky Богемка) je česká evangelická obec v Mykolajivské oblasti na jižní Ukrajině. Má 452 obyvatel a rozlohu 1,182 km².

## Historie
Bohemku založili v srpnu roku 1905 potomci českých pobělohorských evangelických exulantů původem ze Zelówa v Polsku a evangelíci z Čech bratři Ignác Andrš (*1844, †?), Fridrich Horta, Fridrich Jelínek (*1867, †1957), Pavel Poláček (*1879, †1957) a František Zlatník (*1868, †1933) s rodinami. Později, v roce 1912, Češi z Bohemky založili další vesnici – Veselynivku.
Všude na Ukrajině, kde sídlili krajané, úrodná půda a jejich pracovitost přinášely dobré hospodářské výsledky (s výjimkou roků neúrody). Tak to bylo i v Bohemce. Proto za peníze jednotlivých hospodářů, sboru nebo družstva (někdy za pomocí vlád okresu a oblasti) byly vystaveny škola (1907, existovala do r. 1927), mlýn (1941, existoval do roku 1976), rybník (1950), elektrárna (1953), vodovod (1960), dům kultury (1963, projekt Karla Kulhavého), cementové chodníky (1967), asfaltová silnice (1967–1987), nová škola (1972), plynovod (1994–1995), kterým Bohemka jako první v okrese zavedla plyn do domácností, Betlémská kaple (1996, architekt Petr Pirochta z Brna, posvěcená 20. října 1996), a nový mlýn (1998). Za peníze družstva bylo zakoupeno ještě před 2. světovou válkou i první nákladní auto AMO (1939). V rámci státní politiky byly zřízeny v Bohemce také funkce zdravotní sestry (1930), veterinárního lékaře (1934) a listonoše (1936), zaveden drátový rozhlas (1930) a pravidelný provoz kin (1932), provedena telefonizace (1956), otevřen obchod (1937), zdravotní středisko (1961), pošta (1966) a knihovna (1967) a zavedeno pravidelné autobusové spojení s okresem (1962).
Občané Bohemky se zúčastnili také 1. a 2. československého odboje. Za 1. světové války se platila národní daň na účet Masarykovy Československé národní rady a v České družině a československých legiích bojovali starodružiník František Andrle (1892, †1972) a vojíni Karel Rejchrt (*1894, †1972) a Pavel Pujman (*1880, †1933). Za 2. světové války sloužilo v československé východní armádě (1. československý armádní sbor v SSSR) 62 vojáků a v Rudé armádě - 16 vojáků z Bohemky. Za dobu své existence Bohemka přežila mnoho podobných smrtelně nebezpečných historických událostí: 4 války (rusko-japonská, 1. světová, občanská a 2. světová), několik okupací, únorovou revoluci roku 1917, říjnový převrat roku 1917, 4 hladomory (1921–1922, 1928, 1932–1933, 1947–1948), perzekuce (1927–1951), znárodnění a kolektivizaci (1930), epidemie (1910), národnostní a náboženský útlak, neúrody (1922, 1932, 1947), Černobylskou katastrofu (1986) a existenci největšího a nejsilnějšího totalitního státu v dějinách lidstva – SSSR (1922–1991). Celkové ztráty nejsou přesně známy, ale jen v důsledku uměle vyvolaného hladu v letech 1932–1933 zemřelo 15 krajanů, perzekuci podlehlo kolem 40 krajanů a ve 2. světové válce padlo 13 krajanů v československé východní armádě a 3 v Rudé armádě. V roce 1967 byl odhalen v obci pomník padlým československým vojákům a rudoarmějcům a roce 1990 pomník prvním obyvatelům Bohemky.
Od roku 1962 v obci působí český pěvecký folklórní soubor Bohemské frajerky (v letech 1962–1995 Niva a Bohemka) a od roku 1990 také český krajanský spolek Bohemka (v letech 1990–2005 Čeští bratři). Prvním předsedou spolku byl Ing. Josef Hart (ukrajinsky Йозеф Гарт). V letech 2005-2021 byla předsedkyní spolku Olga Andršová (ukrajinsky Ольга Андрш) a od 16. ledna 2021 je předsedkyní spolku Helena Hartová (ukrajinsky Олена Гарт). Nově zvolený předseda/předsedkyně spolku se pak automaticky stává členem České národní rady Ukrajiny.

## Evangelický sbor

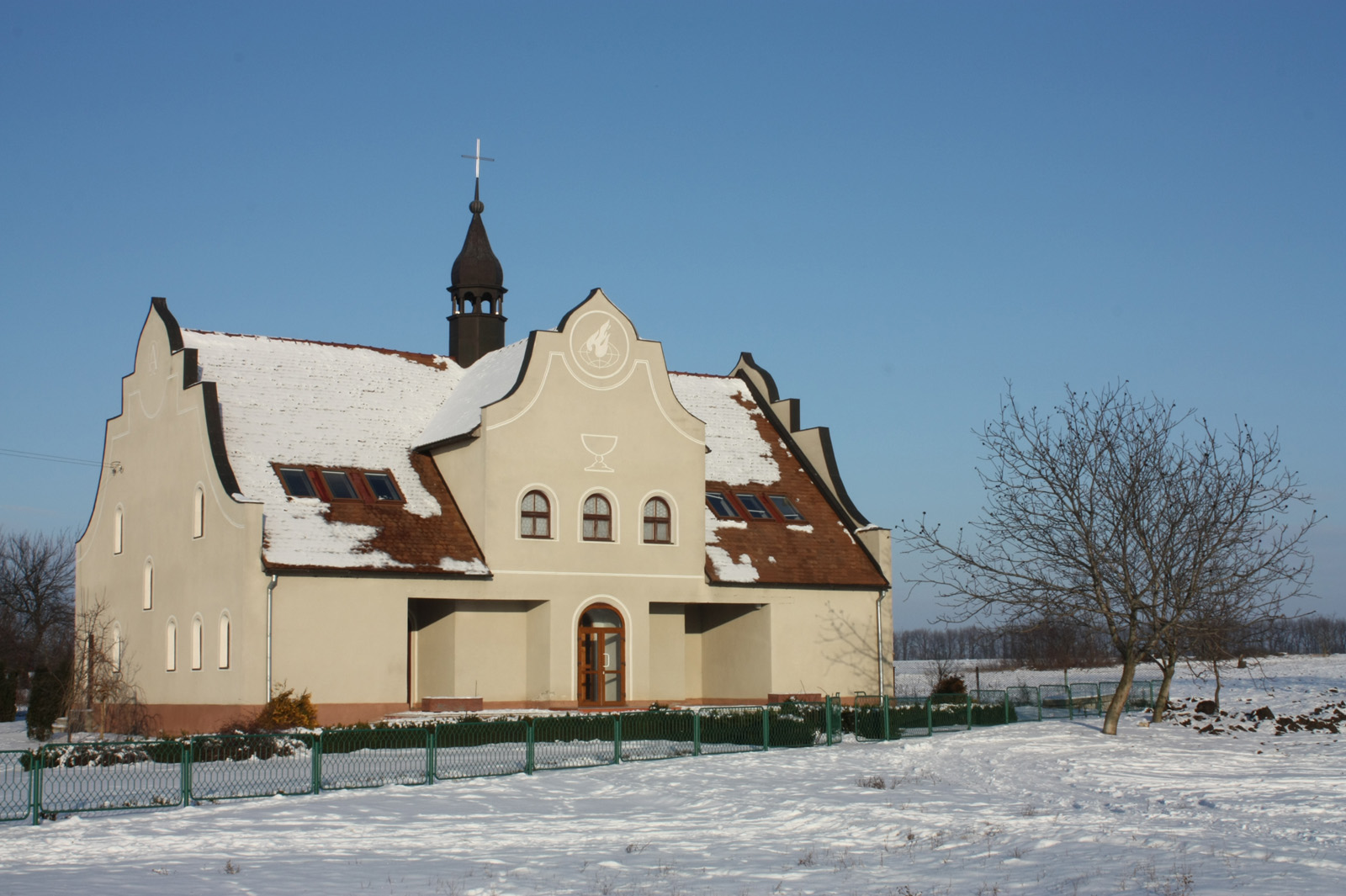
Betlémská kaple v Bohemce

Už za rok, kdy do Bohemky přišel Vilém Rejchrt (*1835, †1910), rodák ze Zelówa, písmák, kantor a malíř, vznikl evangelický reformovaný sbor, který existoval do roku 1962, kdy byl donucen sovětskou vládou zaniknout. V letech 1910–1962 bratřím sloužili jako kazatelé Václav Pujman (*1878, †1952) a Vilém Pujman (*1896, †1967) a potom do r. 1992 František Nechuta (*1892, †1965), Ludvík Jersák (*1893, †1968) a Amálie Jersáková (*1913, †1998), rozená Vintrová. Po vzniku nezávislé Ukrajiny (24.8.1991) byl sbor v únoru 1992 obnoven jako český nezávislý evangelický bratrský sbor a úzce spolupracuje s Českobratrskou církví evangelickou (ČCE). Sbor vedou ordinovaní presbyteři Josef Jančík (ukrajinsky Йозеф Янчик) a Ludmila Sverdlovová (ukrajinsky Людмила Свердлова). Bohoslužby probíhají v evangelickém kostele Betlémská kaple a jsou vedeny v češtině. V letech 1907–1996 probíhaly v modlitebně nebo světnici některého z bratří.
Pro obnovení pravého církevního řádu a historické paměti na slavnou bratrskou minulost vyhověla ČCE žádosti bratří a vysílá do Bohemky mladé bohoslovce z Čech. V Bohemce sloužili David Balcar z Prahy (1. listopadu 1994 – 23. dubna 1995), Aleš Mostecký z Kostelce nad Labem (1. října 1997 – 18. května 1998), Daniel Heller z Prahy (27. září 1999 – 28. května 2000) a tajemník Evangelické teologické fakulty Univerzity Karlovy v Praze Petr Brodský (1. října 2002 – 29. dubna 2003). Koordinátorem spolupráce se sborem v Bohemce byl v letech 1997–2006 Petr Brodský, který se v roce 2006 stal celocírkevním kazatelem pro české sbory ve východní Evropě. Po jeho odchodu do penze se v roce 2015 péče o Bohemku ujal farář z Libiše Miroslav Pfann.

## Osobnosti
- LaVerne Andersh, potomek spoluzakladatele Bohemky Ignáce Andrše a spoluorganizátor společenského života rodu Andersh family v USA. Jeho rodina vlastní v Yankton Sioux Indian (indiánská rezervace) v Jižní Dakotě 160 akrů země. Každých pět let se Andršovi v Jižní Dakotě scházejí na tzv. Reunion. Kronika rodu Andersh family vyšla knižně. O rodu se píše v monografii historičky Edity Štěříkové.[2]

## Fotogalerie

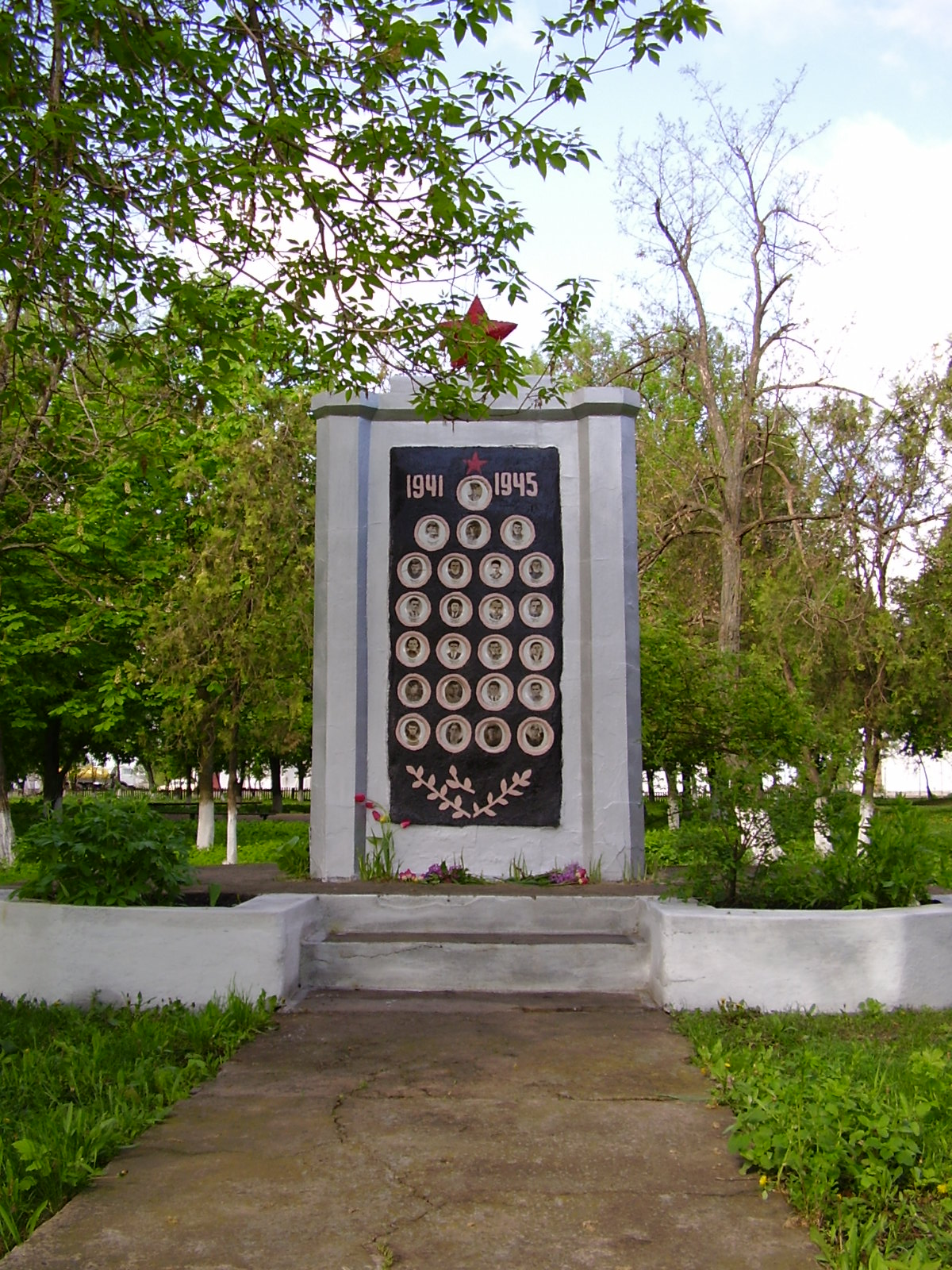
Pomník padlým československým vojákům a rudoarmějcům (projekt Růžena Platonovyčová-Kulhavá, 1967)
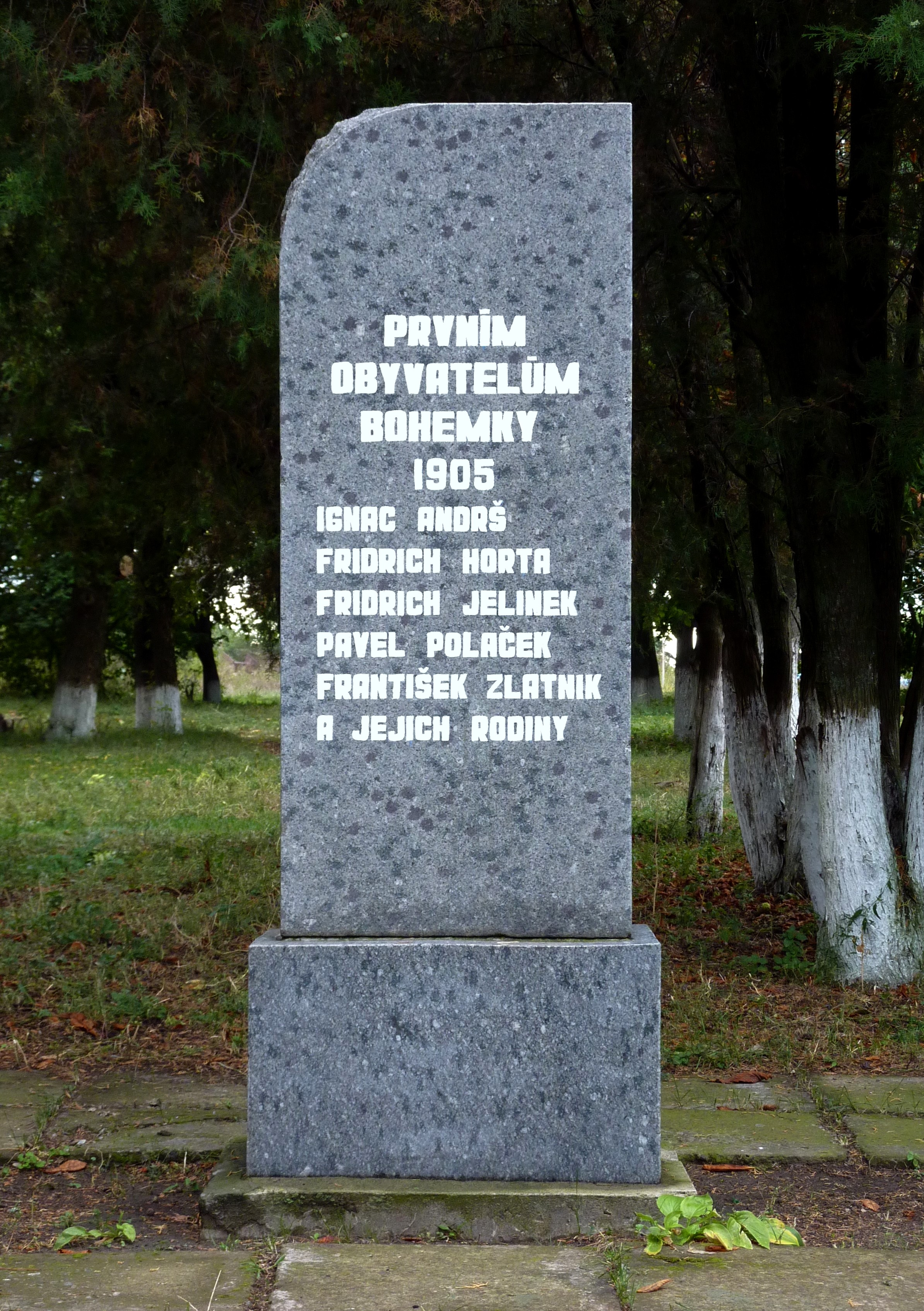
Pomník prvním obyvatelům Bohemky. Odhalen 22.09.1990 na počest 85. výročí založení Bohemky (námět A. Drbal, realizace Karel Petrák)
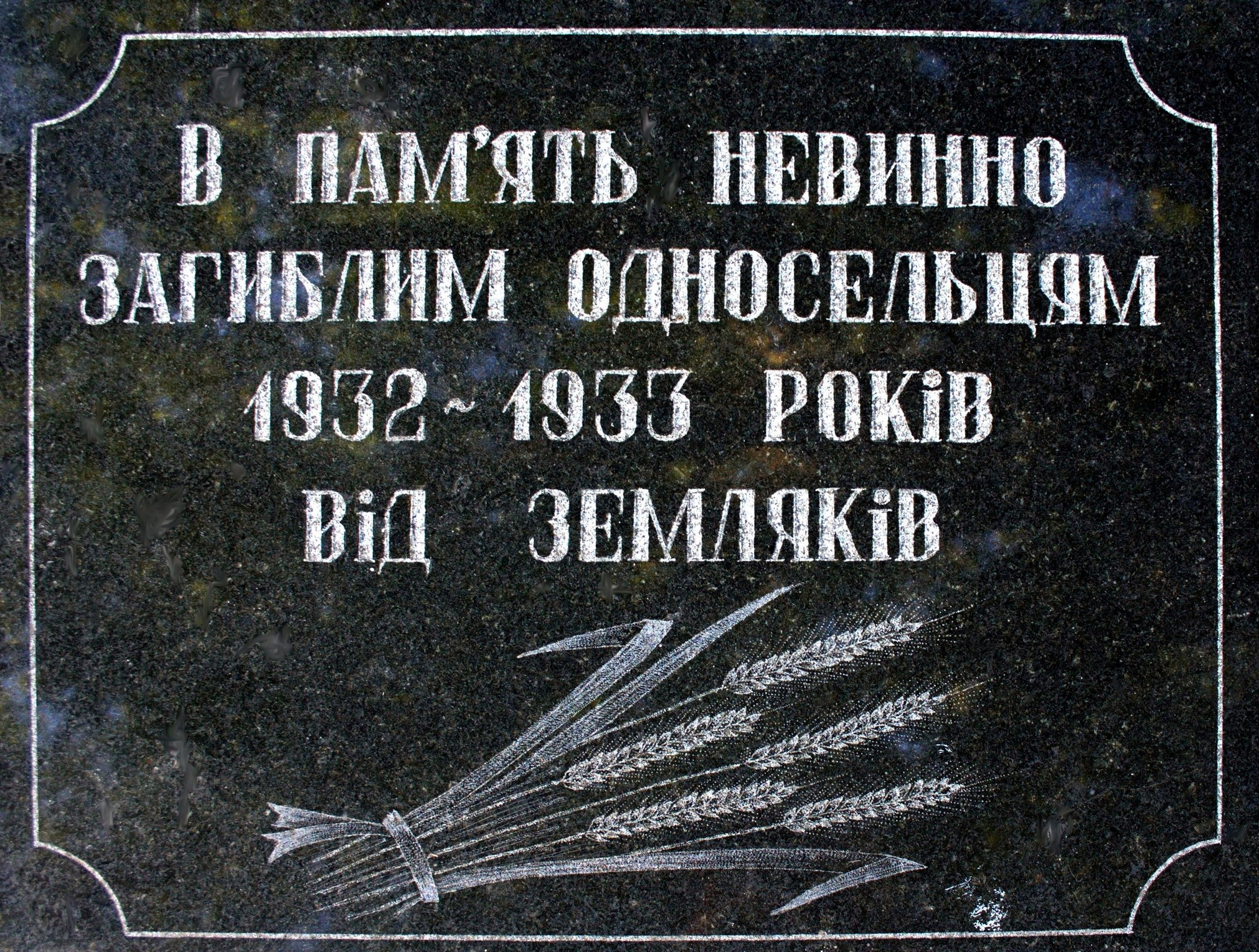
Pamětní deska nevinně zemřelým krajanům v průběhu stalinského hladomoru v letech 1932-1933. Odhalená na vesnickém hřbitově v lednu 2008.
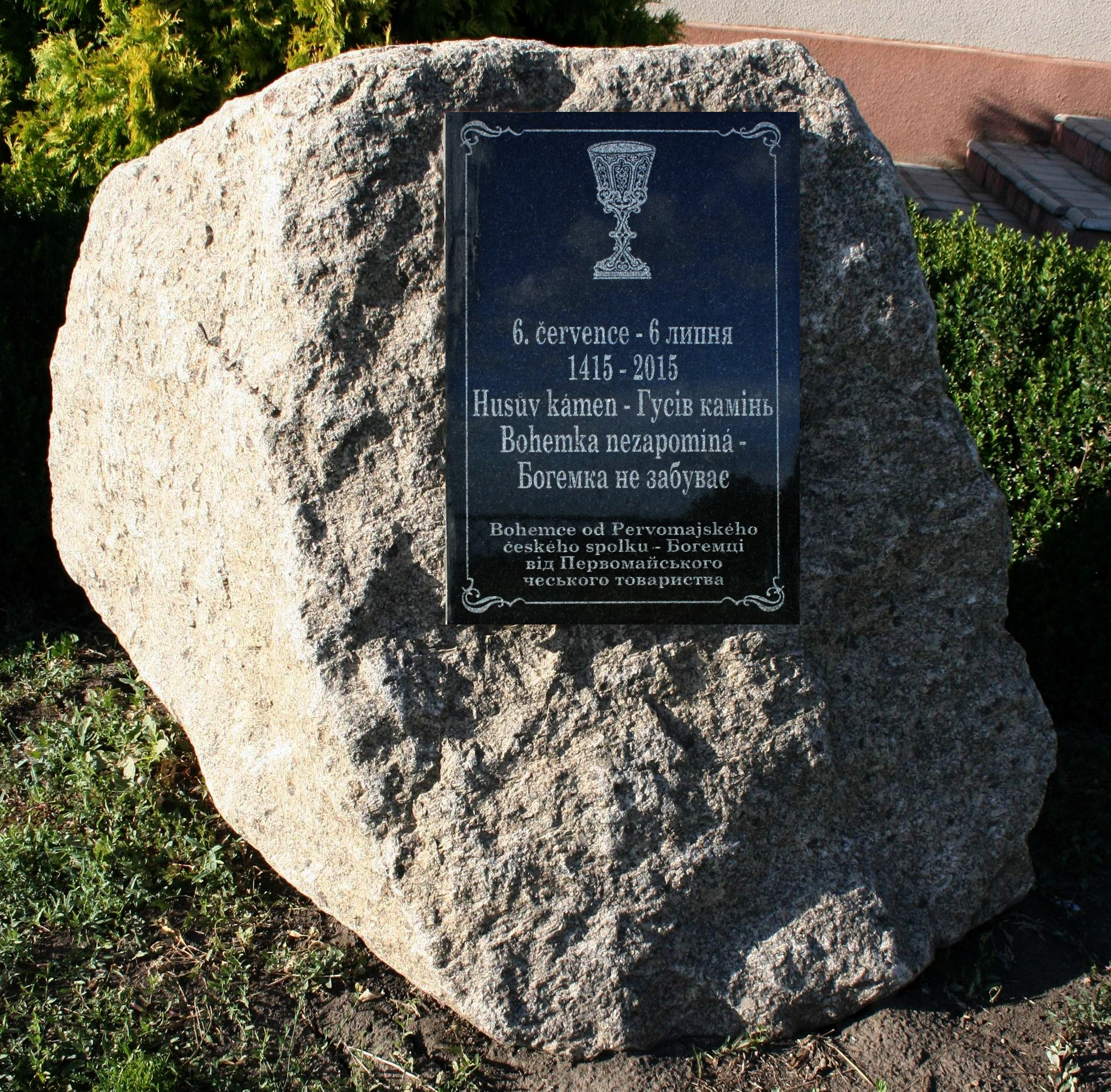
Husův kamen. Odhalen 12. 09. 2015 na počest 600. výročí upálení Mistra Jana Husa a 110. výročí založení obce (koncepce a realizace Miloslav Jančík)
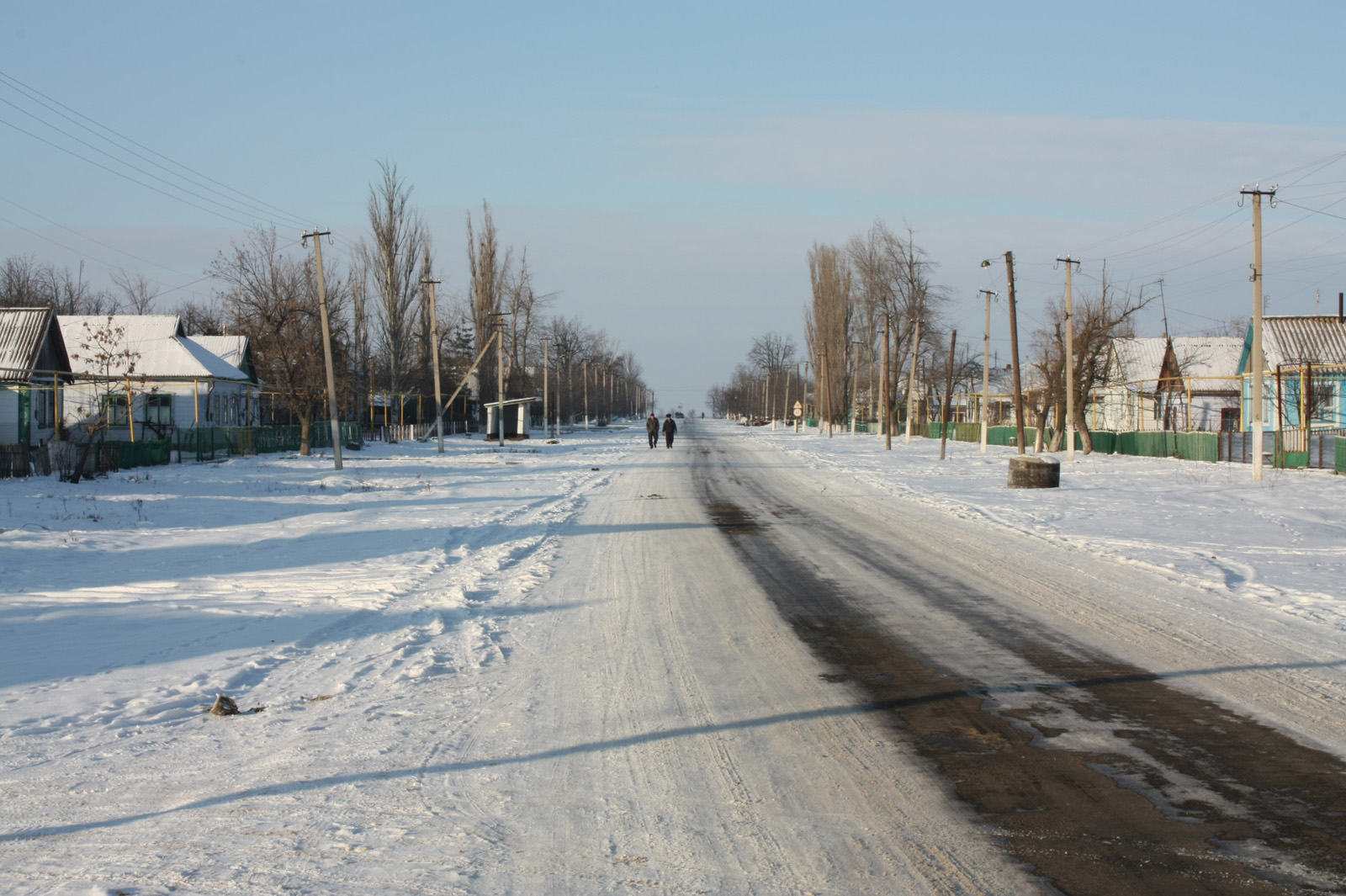
Bohemka, 4.1.2009
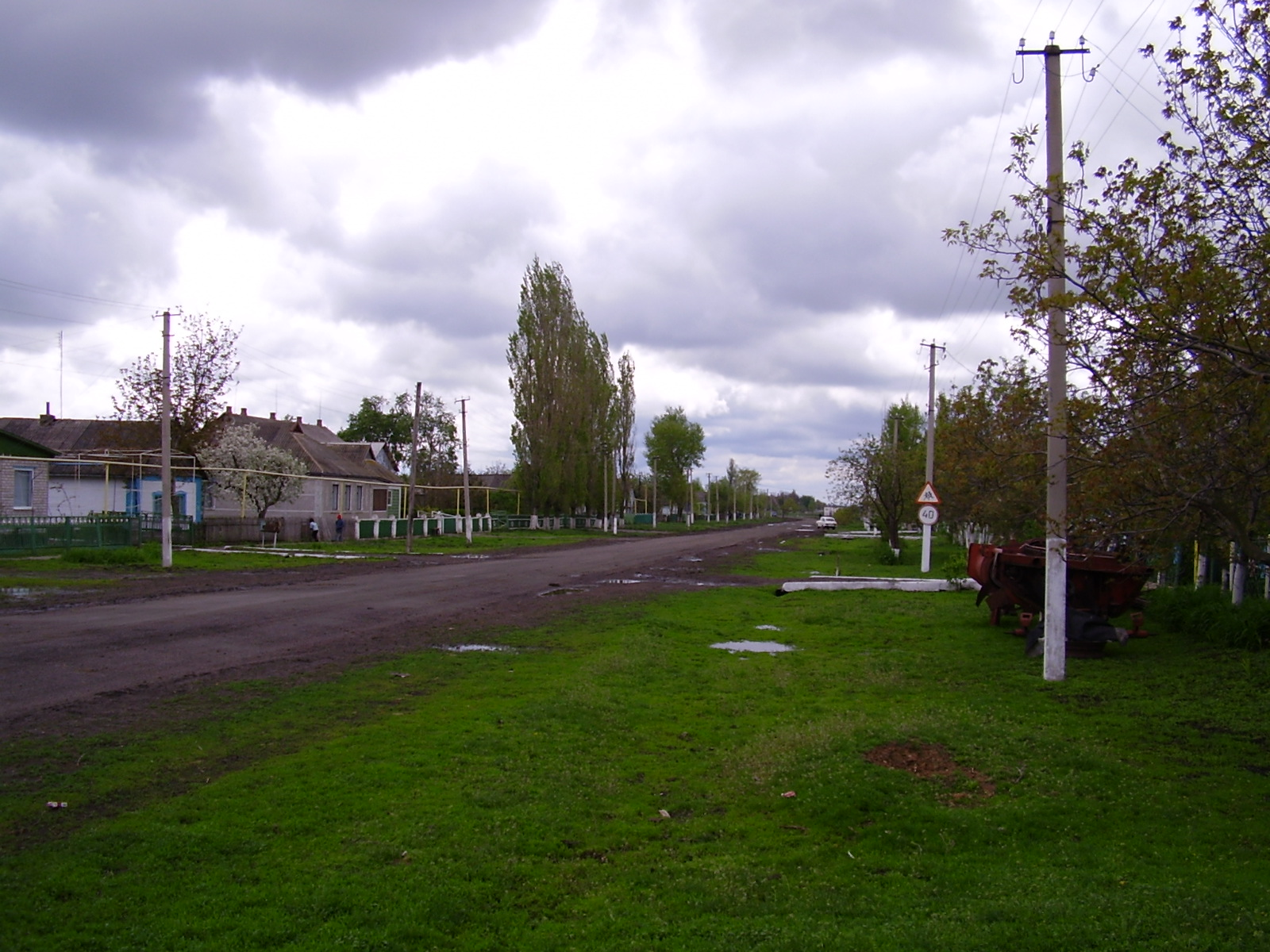
Bohemka, 5.5.2005
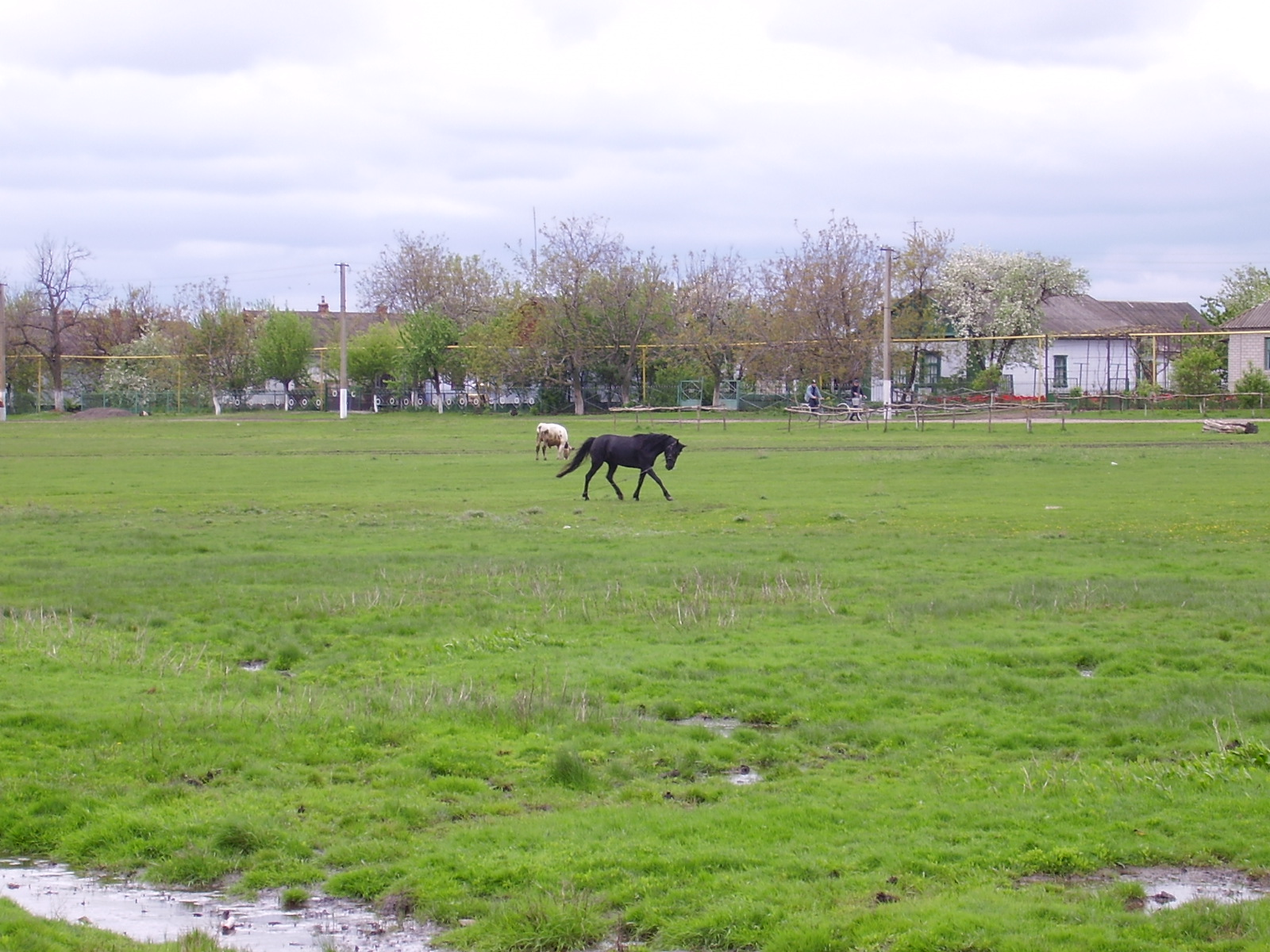
Jižní část Bohemky, nazývaná také Mirotín nebo Učastek, se zelenou Balkou (údolím/úžlabinou) uprostřed, 5.5.2005
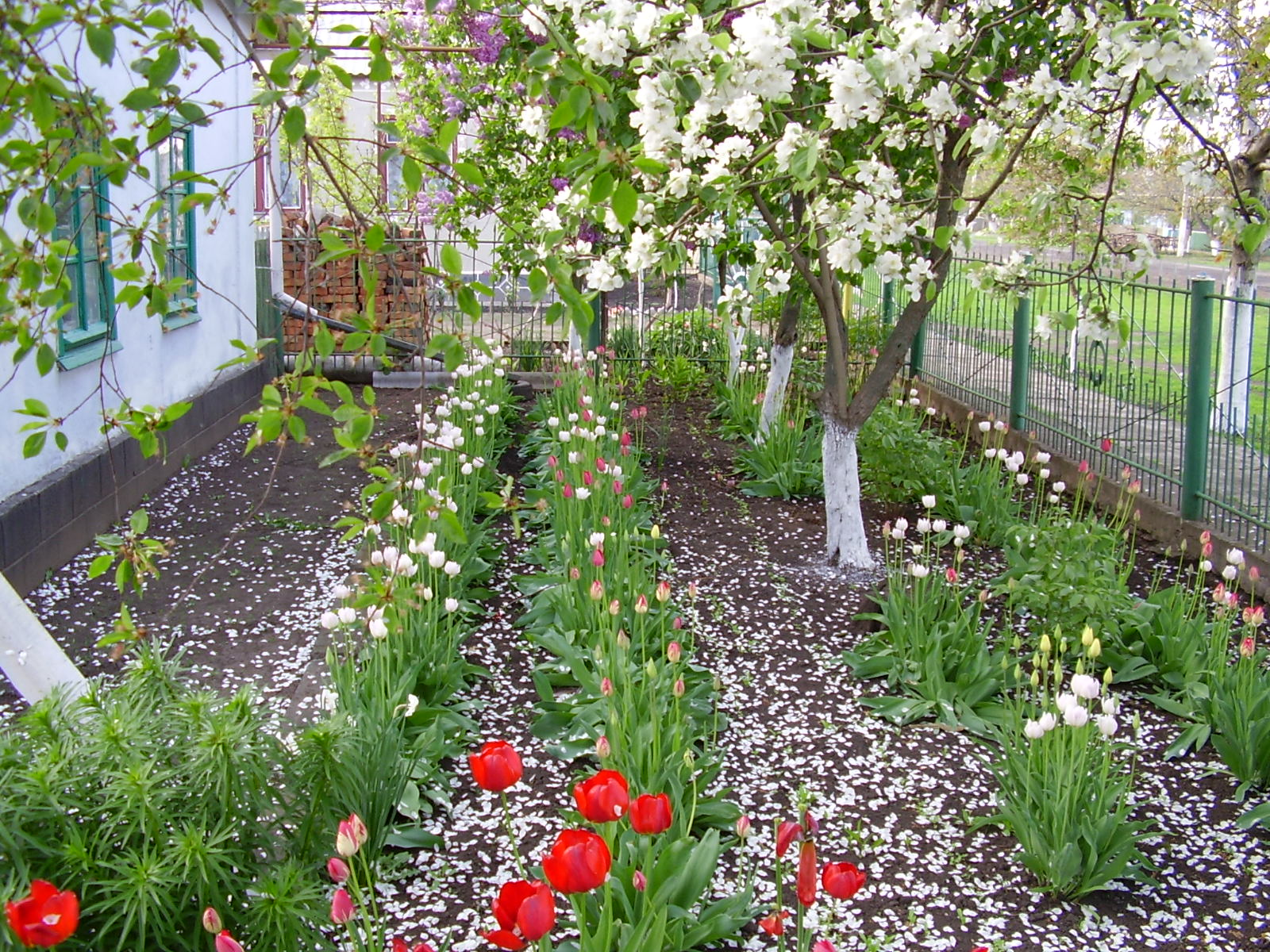
Kvetoucí jarní zahrádka před domem v Bohemce
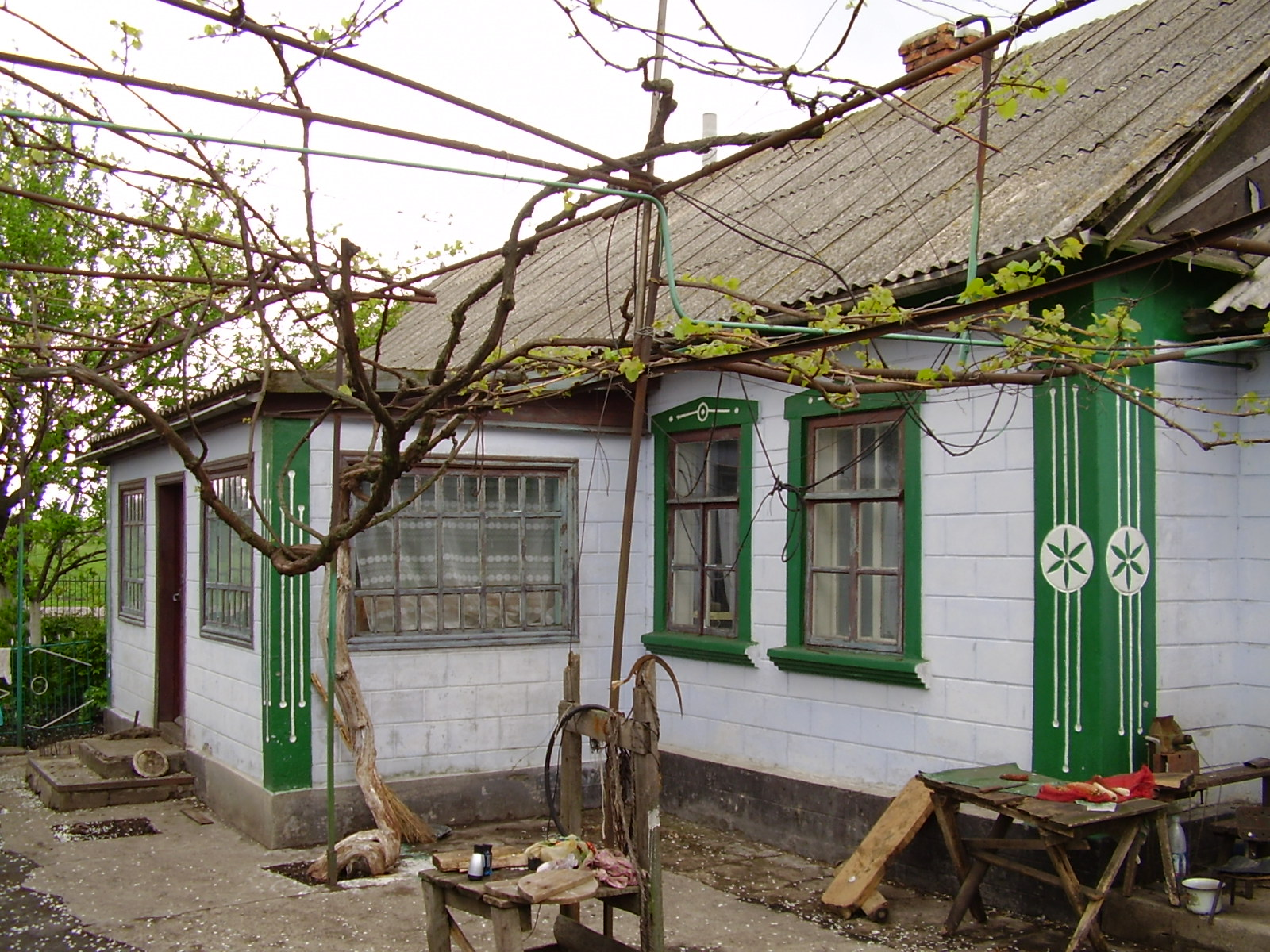
Typický rodinný dům
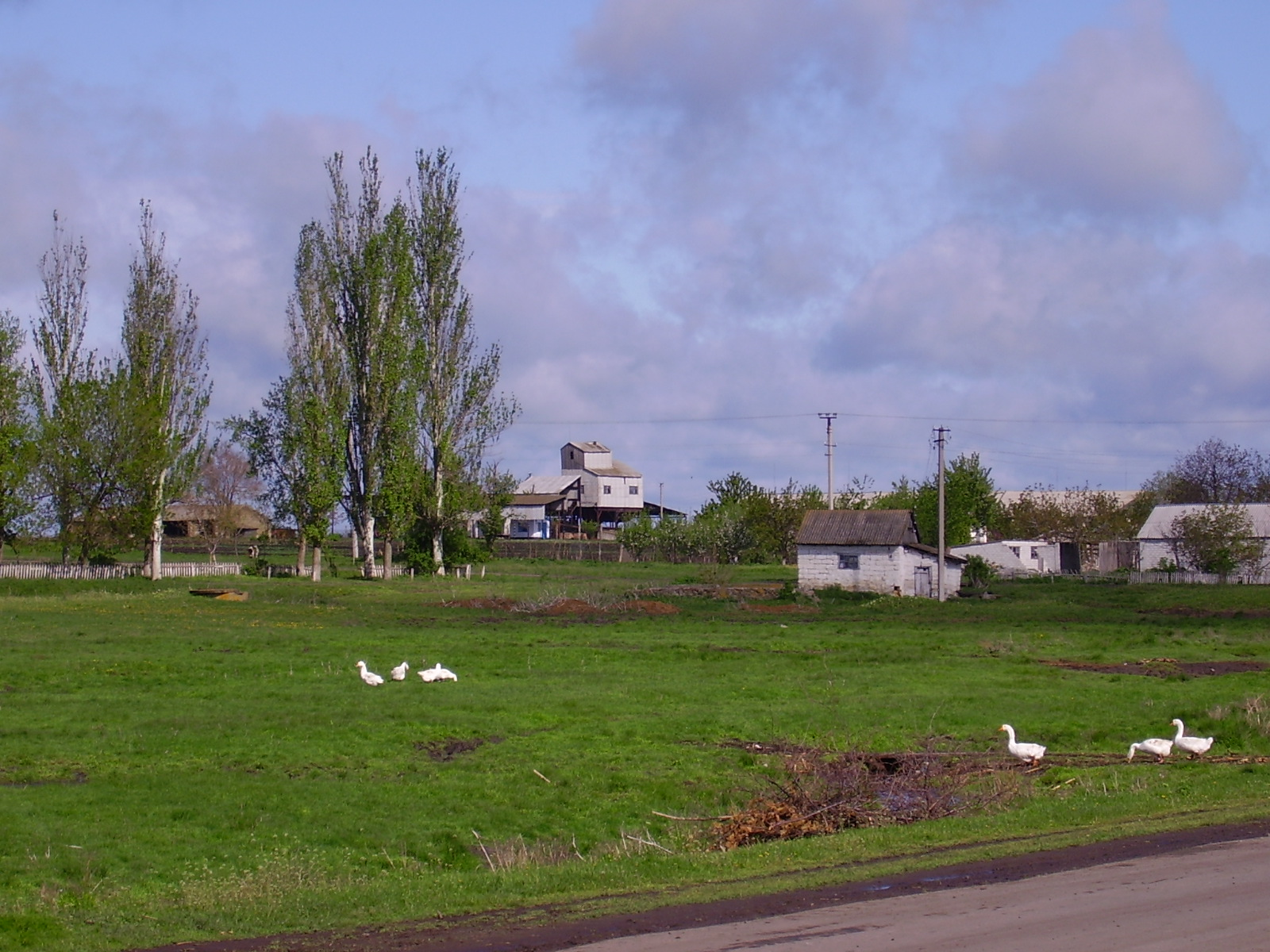
Pohled na "harman", místo kde se zpracovává sklizená úroda
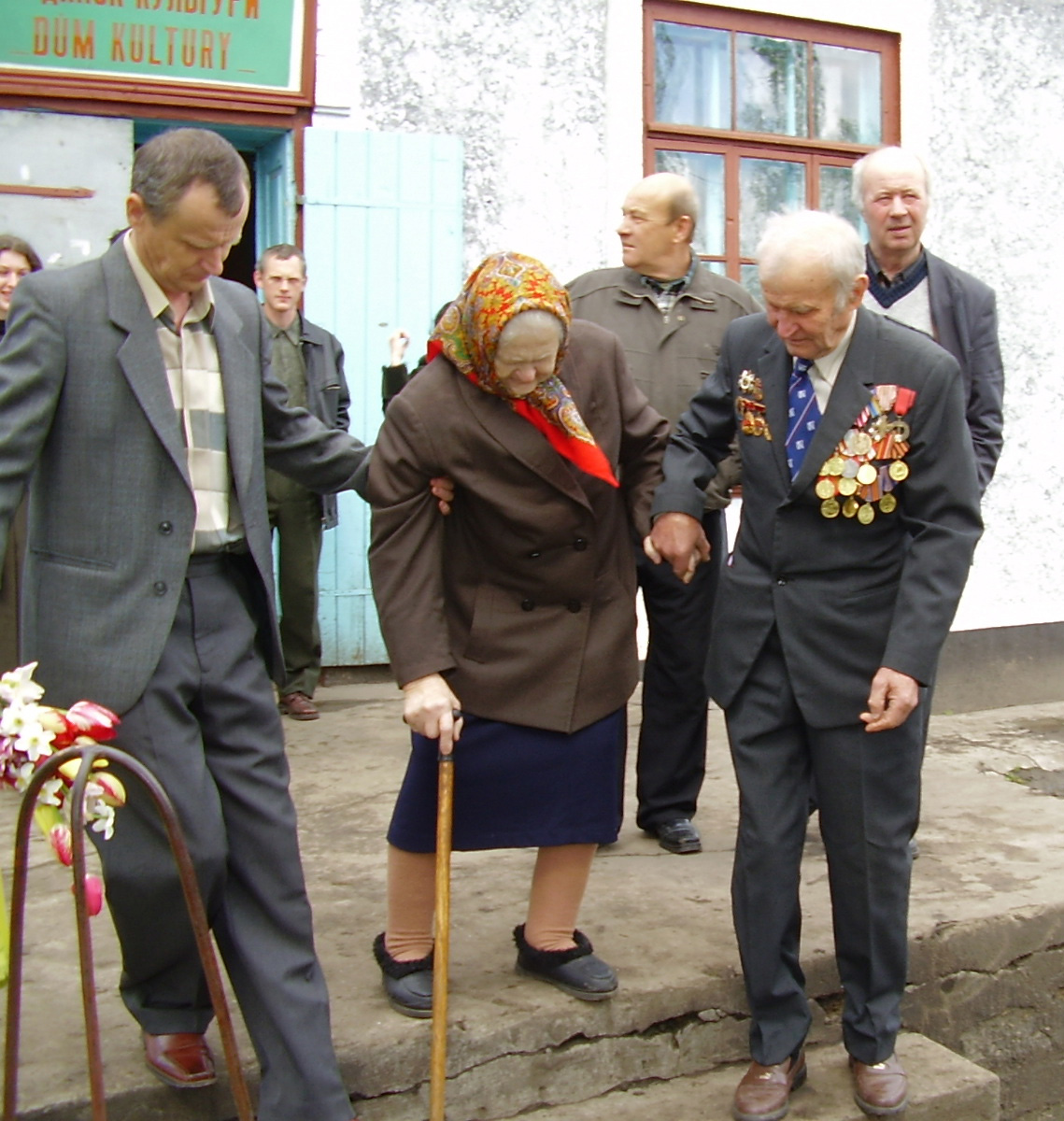
Veterán 2. světové války Josef Jančík s manželkou
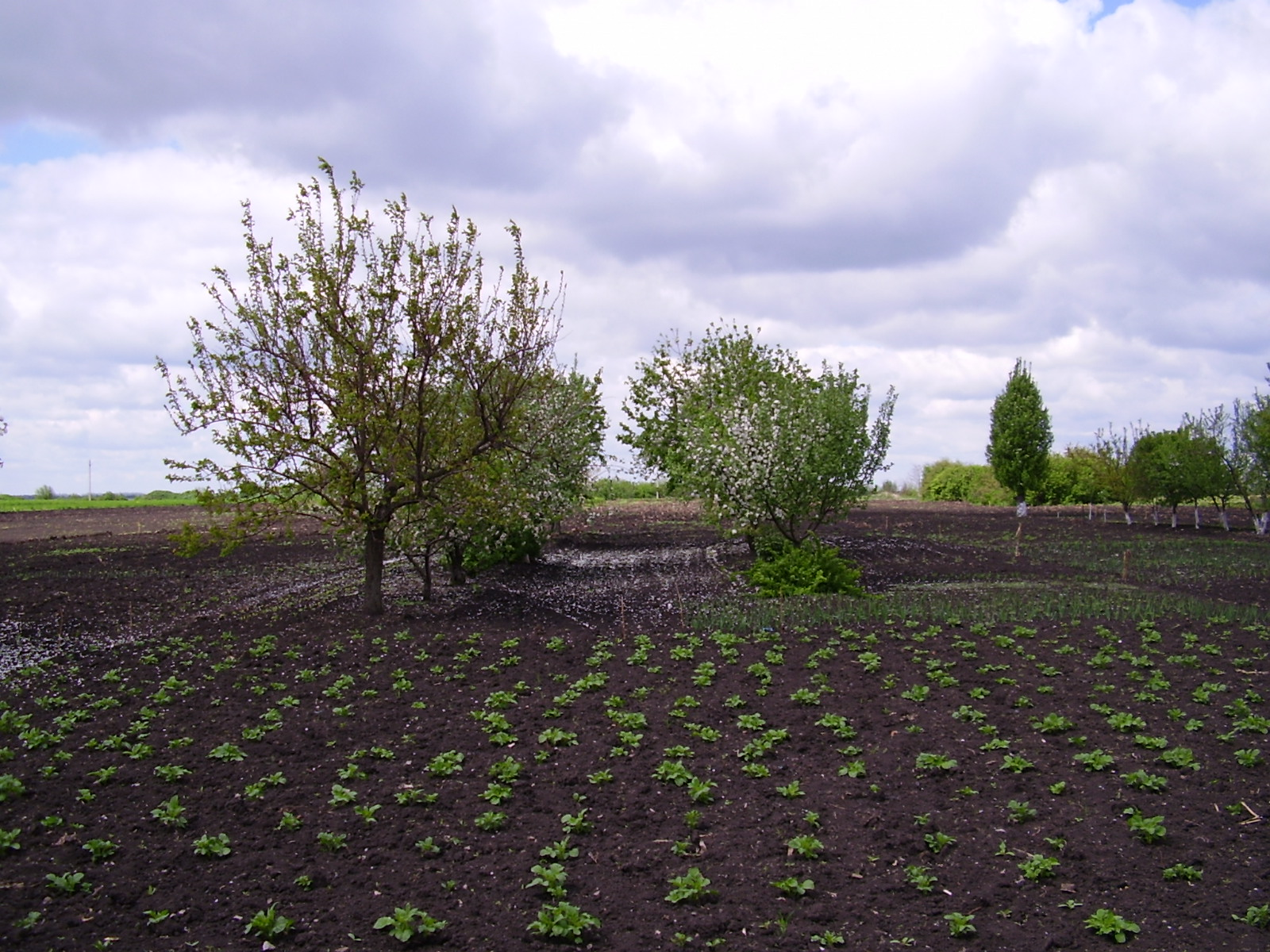
Jarní bohemské zahrady
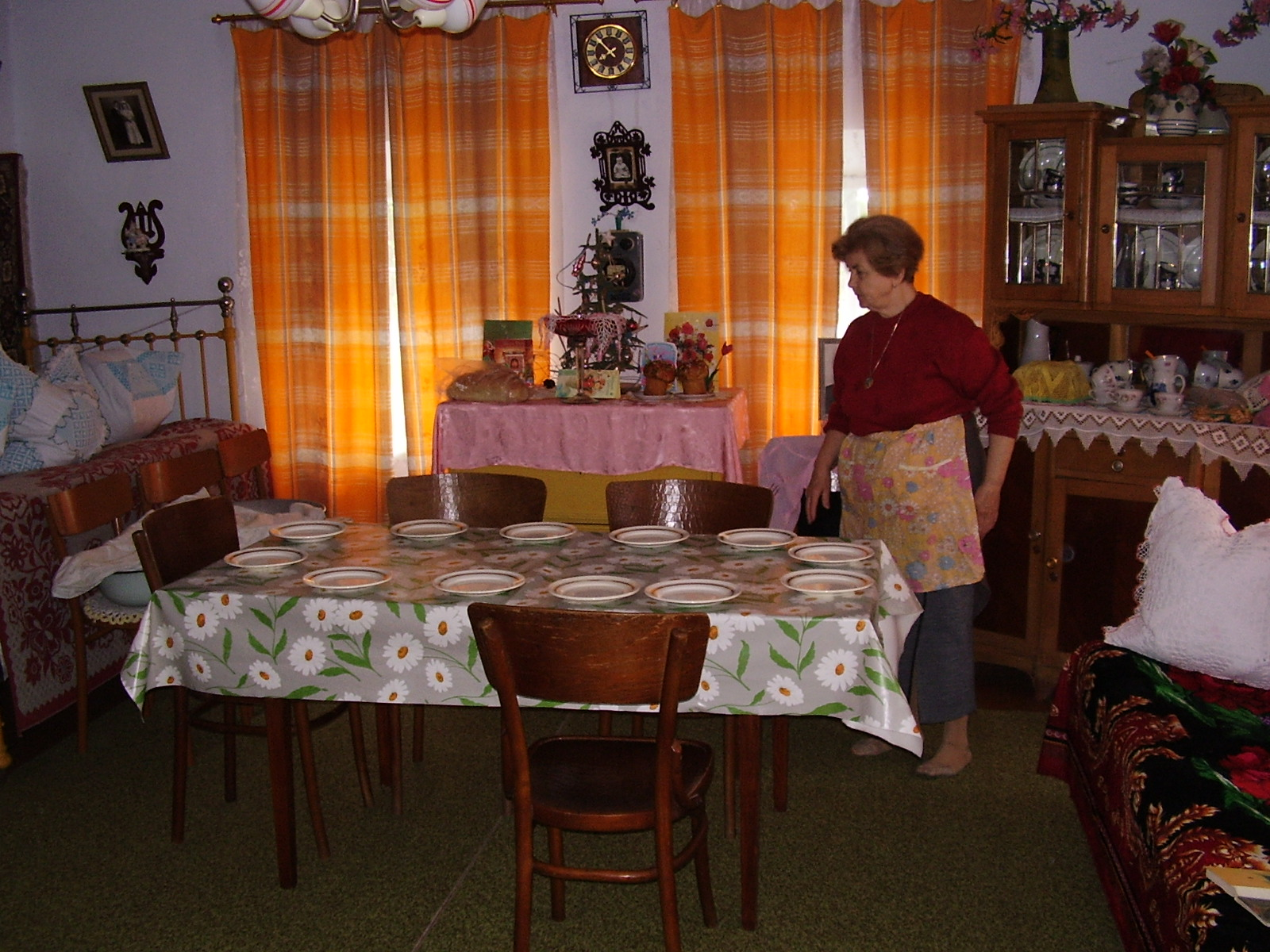
Interiér obývacího pokoje (před hostinou)